# 罗斯科·庞德

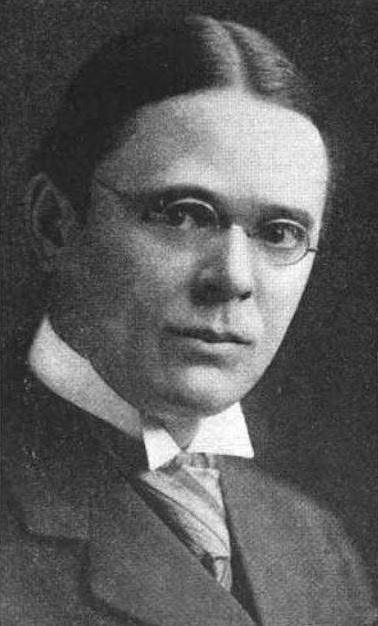

罗斯科·庞德（英語：Roscoe Pound，1870年—1964年）是美国20世纪著名法学家。

## 生平
1870年，庞德出生于美国內布拉斯加州林肯。庞德在内布拉斯加大学学习植物学，分别于1888年和1889年获得学士和硕士学位。1889年，他到哈佛大学法学院学习，一年后转到西北大学法学院，在那里读完了法律学位。他返回内布拉斯加州开业当律师，继续他的植物学研究。1898年，他在内布拉斯加大学获得了植物学博士学位。
1903年，庞德成为内布拉斯加大学法学院院长。1910年，他开始在哈佛任教，并于1916年成为哈佛大学法学院的院长。1948年他曾以国民政府司法行政部顾问的名义来中国。
他是“社会学法学”运动的奠基人，美国法律现实主义运动的早期代表人物，该运动主张更加实用地并依据公共利益来解释法律，并侧重于实际发生的法律过程，反对当时美国法学界盛行的法律实证主义。 他有力批判了当时美国最高法院以洛克纳诉纽约州案为代表的有关“合同自由”的判例。庞德后来反对该运动，并在其生命的后期成了对法律现实主义的著名批判者。

## 作品选
- 《法理学概述》（Outlines of Lectures on Jurisprudence），1914年
- 《普通法的精神》（The Spirit of the Common Law），1921年
- 《法与道德》（Law and Morals），1924年
- 《美国刑事公正》（Criminal Justice in America），1930年。